# Фазони и форе
„Фазони и Форе” је југословенска телевизијска серија снимљена 1993. године у продукцији Телевизије Београд.

## Улоге
| Глумац            | Улога                               |
| ----------------- | ----------------------------------- |
| Мирјана Карановић | Алапача                             |
| Раша Попов        | Проналазач (као Радивој-Раша Попов) |
| Љубивоје Ршумовић | Светски путник                      |

Комплетна ТВ екипа  ▼
| Редитељ    | Љубивоје Ршумовић  |
| Сценариста | Љубивоје Ршумовић  |
| Композитор | Младен Вранешевић  |
| Композитор | Предраг Вранешевић |